# Piastra grancolombiana
La piastra grancolombiana, también denominada real grancolombiano o simplemente piastra, fue una de las unidades monetarias empleadas durante la existencia de la Gran Colombia (1819–1831), república que abarcó los actuales territorios de Colombia, Venezuela, Ecuador y Panamá. Estaba dividida en 8 reales y se emitió en piezas de plata y oro durante el período de vigencia de dicha entidad política.

## Nombre y origen
El término piastra proviene de una evolución lingüística del español «pieza de a ocho» o «peso», utilizado para referirse a monedas de plata de gran tamaño. En otras lenguas dio origen a términos como piastre en francés o piastro en italiano. En la Gran Colombia, el nombre piastra o peso colombiano se empleaba para designar la unidad monetaria principal, que mantenía la división heredada del sistema colonial en reales.

## Historia y características
Durante el periodo colonial se utilizaban monedas del virreinato del Nuevo Reino de Granada, estructuradas según el sistema monetario español. Tras la independencia y la formación de la Gran Colombia en 1819, comenzaron a acuñarse monedas propias, como forma de consolidar la soberanía económica. Entre 1819 y 1831, se produjeron monedas de 1, 2, 4 y 8 reales en plata, así como escudos en oro, en casas de moneda situadas en Bogotá, Popayán, Caracas, Quito y Cusco. Las piezas solían incluir en el anverso figuras alegóricas como la libertad o el gorro frigio, y en el reverso el escudo nacional.

## Valor y relevancia histórica
La piastra equivalía a 8 reales y su valor estaba determinado por el contenido metálico. Una moneda de 8 reales pesaba aproximadamente 27 gramos de plata. Aunque su valor intrínseco depende de los precios del metal, su relevancia actual reside en el interés numismático, influido por factores como la ceca de origen, el año de acuñación y el estado de conservación. Tras la disolución de la Gran Colombia en 1831, los nuevos estados adoptaron sus propias monedas, aunque se mantuvo el uso del peso como unidad básica en varios de ellos. La piastra representa un testimonio del proceso de independencia y de los intentos de integración política en América del Sur.